# Francesco Coleman
Pour les articles homonymes, voir Coleman.
Francesco Coleman, né le 23 juillet 1851 à Rome et mort le 9 janvier 1918 dans sa ville natale, est un peintre italien. Il est le fils du peintre anglais Charles Coleman et le frère du peintre italien  Enrico Coleman. Il est connu comme peintre, à l'huile et à l'aquarelle, des gens et des paysages de la Campagna Romana et de l'Agro Pontino, et des sujets orientaux.

## Biographie
Francesco Coleman naît le 23 juillet 1851 à Rome. Il est le sixième des huit enfants du peintre anglais Charles Coleman, venu à Rome en 1831 et qui s'y est installé définitivement en 1835, et de sa femme Fortunata Segadori, célèbre modèle d'artiste de Subiaco, qu'il avait épousé en 1836 ,. Francesco Coleman étudie la peinture dans l'atelier de son père et fait preuve d'une aptitude particulière pour l'aquarelle. Il partage ce studio du 33 via Margutta avec son père et son frère tout au long de sa vie. Il  cesse toute activité artistique après la mort d'Enrico en 1911.
Il meurt le 9 janvier 1918 à son domicile de via Valenziani, près de la Porta Salaria. Il est inhumé dans le cimetière communal monumental de Campo Verano.